# Poisy
Poisy – miejscowość i gmina we Francji, w regionie Owernia-Rodan-Alpy, w departamencie Górna Sabaudia.
Według danych na rok 1990 gminę zamieszkiwało 4316 osób, a gęstość zaludnienia wynosiła 381 osób/km² (wśród 2880 gmin regionu Rodan-Alpy Poisy plasuje się na 195. miejscu pod względem liczby ludności, natomiast pod względem powierzchni na miejscu 1026.).